# Senza famiglia (film 1913)
Senza famiglia (Sans famille) è un film muto del 1913, diretto da Georges Monca. Si tratta del primo adattamento cinematografico dell'omonimo romanzo di Hector Malot.
Secondo un'accettata convenzione dell'epoca, il ruolo (maschile) di protagonista ("Rémi") fu affidato ad una attrice bambina di grande esperienza e fama nel cinema francese, Maria Fromet, la quale già l'anno prima si era distinta in una parte analoga nel film Les Deux Gosses (1912), diretto da Adrien Caillard.

## Trama
Il piccolo Rémi, un orfano, è stato raccolto dalla gentile signora Barberin. All'età di 10 anni, viene tolto alla madre adottiva e venduto al signor Vitalis, un misterioso musicista itinerante. Al suo fianco imparerà la dura vita di acrobata e canterà per guadagnarsi da vivere. Il suo lungo viaggio attraverso la Francia, fatto di incontri, amicizie e innumerevoli avventure, lo porterà a scoprire il segreto delle sue origini.

## Produzione
Il film fu prodotto in Francia da Pathé Frères.

## Distribuzione
Distribuito da Pathé Frères, uscì nelle sale cinematografiche francesi nel 1913.